# Споменик природе Храст на Цветном тргу
Споменик природе Храст на Цветном тргу представља заштићено природно добро. Налази се у Његошевој улици у општини Врачар и најстарији је ботанички Споменик природе у Београду.

## Историја
Храст лужњак на Цветном тргу постоји већ два века, представник је некадашњих аутохтоних шума храста лужњака и јасена које су се просторале на већем делу Врачара, од Цветног трга до парка Мањеж. Дрвеће на том простору исечено је због изградње пијаце у првој половини 19. века, а 1958. године је направљена прва самопослуга на Балкану, тик уз храст лужњак на Цветном тргу.
Почетна идеја изградње града била да плато Врачарског трга остане неизграђен пресудно је утицала и на присуство стабла храста лужњака које је сачувано у средишњем делу простора. Врачарски, односсно Цветни трг је међу ретким у Београду од настанка до садашњег времена задржао мање-више исту површину и намену, што га чини посебно вредним у контексту историје настанка града. Стабло храста лужњака, које два века краси овај простор, последњи је живи споменик њене историје.

## Карактеристике
Храст лужњак је висок 25 метара, обим стабла је 4, док је обим крошње 19 метара. Издваја се у урбаном ткиву као зелени акценат који заузима површину од 2,83 ара.  Дрво има изузетан значај као споменик културе и представља хортикултурну баштину Београда, а његова вредност је у томе што је најстарије заштићено стабло, које је развило импресивне димензије.
Храст лужњак има два основна носећа стуба. Трећа доња, јака грана пружа се скоро хоризонтално до основе дебла на западну страну ка парку Мањежу. Дебло је право, пунодрвно, с правилно испуцалом кором. Вијугаве уздужне бразде на кори су тамносмеђе до наранџасте боје. Плута је дебела, неправилних правоугаоних облика, тамносиве боје.
Храст лужњак се налази на надморској висини од 90 м.
Ради здравља дрвета, одржавају се мање интервенције попут повезивања, уклањања сувих и преломљених грана, санације на деблу и гранама и прихрана преко корена минералним ђубретом. Испред стабла налази се двојезична табла на којој се налазе најбитнији подаци о стаблу, његова стартост, димензије, порекло и биолошке особине.

## Споменик природе
Храст је први пут заштићен 1980. године а затим и у поступку ревизије 2001. године, као представник врсте храста лужњака и један од ретких примера некадашњих храстово-јасенових шума на овим простора. Велике примарне гране стабла су двехиљадитих година повезане и стабилизоване металним сајлама, како би се заштитиле од прелома.

### Управљач
Споменик природе поверен је на управљање Јавно комуналном предузећу „Зеленило Београд”.

## Галерија
- Храст (десно) и Цветни трг 1930. године